# 네 자매
"네 자매"는 한국에서 제작된 박종호 감독의 1967년 영화이다. 강신성일 등이 주연으로 출연하였고 최경옥 등이 제작에 참여하였다.

## 출연

### 주연
- 강신성일
- 최은희
- 남정임
- 신영균

## 기타
- 조명: 이현우
- 미술: 정우택